# アガマ科
アガマ科（アガマか、学名：Familia Agamidae）は、爬虫綱有鱗目に属する科。模式属はアガマ属。キノボリトカゲ科ともいう。

## 分布
アフロ・ユーラシア大陸（ヨーロッパ南西部から南アジアにかけてと、アフリカ）とオセアニアに広く分布する。国家・地域で言えば、アジアでは、日本、フィリピン、シンガポール、インドネシア、スリランカなどにも棲息する。
日本にはキノボリトカゲのみ南西諸島（沖縄県）に自然分布する。近年、ハルドンアガマの和歌山県への移入が確認された。

## 形態
大半の種は全長30センチメートル前後で、最大級はアンボイナホカケトカゲ（cf. ホカケトカゲ属）の約90センチメートル、最小級はスナジアガマの約12センチメートルまでと、かなりの幅がある。多様な棲息環境に合わせて適応し、様々な形態を具えた種が見られる。近縁のイグアナ科の構成種とは分類と分布する大陸こそ違うものの、同じような環境に適応した結果として類似した形態を具えるに到った（収斂進化した）種もいる。
歯の基部は顎骨に癒着する。

## 生態
森林や砂漠など様々な環境に棲息し、地上棲の種も樹上棲の種も含まれる。多くの種は動物食で、昆虫類、小型爬虫類、小型哺乳類などを捕食するが、雑食や植物食の種もいる。繁殖形態はほぼ卵生であるが、スリランカには卵胎生の種もいる。

## 最古種
既知で最も古い時代のアガマ科動物は、中生代三畳紀カーニアン（約2億3700万年前～約2億2700万年前）のゴンドワナ大陸インド亜大陸部に棲息していた絶滅種ティキグァニア (Tikiguania) である可能性がある。この属は2006年に化石が発見された。トビトカゲ亜科の1属に分類する説と、アガマ科に近縁の未分類属とする説がある。この属をアガマ科に含めない場合、アガマ科の最初期は中生代白亜紀後期（後期白亜紀）セノマニアン（約9960万年前～約9350万年前）まで下がる。右のテンプレートでは後者を採用した。

## イグアナとの関係
アガマ科は、原始的なイグアナ科のトカゲの祖先型から分化した一群であり、旧世界（アフロ・ユーラシア大陸）でイグアナ科に取って代わり、繁栄したものと考えられている。ただ、海を隔てたマダガスカル島、フィジー諸島、トンガ諸島には到達しておらず、それらの地域には現在もイグアナ科が分布している。

## 分類

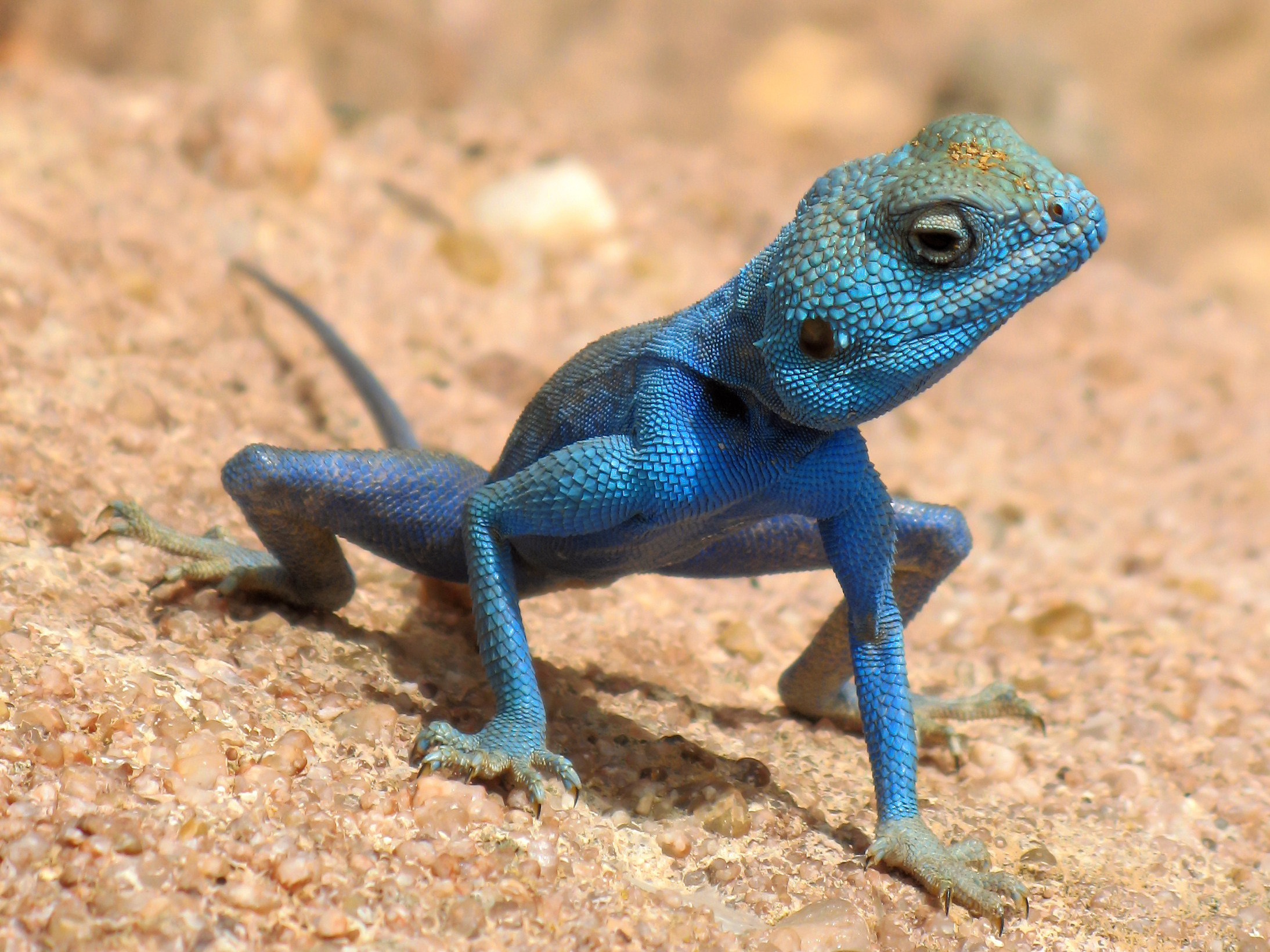
シナイアガマ（アレチアガマ属）

| ニジトカゲ（アガマ属） |  | オオクチガマトカゲ（ガマトカゲ属） |
| ニジトカゲ（アガマ属） |  | オオクチガマトカゲ（ガマトカゲ属） |

### 下位分類（2020年代）
分類・和名は中井(2024)を参考。

#### アガマ亜科
- Subfamilia Agaminae Gray, 1827 –（和名）アガマ亜科** Acanthocercus –（和名）セウネアガマ属 (キノボリアガマ属)
  - Agama –（和名）アガマ属
  - Bufoniceps –（英名）Laungwala long-headed lizard –（和名）インドガマトカゲ属
  - Laudakia –（英名）Asian rock agamas –（和名）イワアガマ属
  - Paralaudakia –（英名）Asian rock agamas –（和名）ニシアジアイワアガマ属 (ニセイワアガマ属)
  - Phrynocephalus –（英名）toadhead agamas –（和名）ガマトカゲ属
  - Pseudotrapelus –（和名）ニセサバクアガマ属 (アレチアガマ属)
  - Trapelus –（和名）サバクアガマ属 (ステップアガマ属)
  - Xenagama –（和名）カワリアガマ属（クセナガマ属）

| ジャッキードラゴン（英語版）（ヒゲトカゲ属） |  | エリマキトカゲ（エリマキトカゲ属） |
| ジャッキードラゴン（ヒゲトカゲ属）           |  | エリマキトカゲ（エリマキトカゲ属） |

| ヒガシウォータードラゴン（オーストラリアウォータードラゴン属） |  | フトアゴヒゲトカゲ（アゴヒゲトカゲ属） |
| ヒガシウォータードラゴン（オーストラリアウォータードラゴン属） |  | フトアゴヒゲトカゲ（アゴヒゲトカゲ属） |

| モロクトカゲ（モロクトカゲ属） |  | インドシナウォータードラゴン（ウォータードラゴン属） |
| モロクトカゲ（モロクトカゲ属） |  | インドシナウォータードラゴン（ウォータードラゴン属） |

#### オセアニアドラゴン亜科
- Subfamilia Amphibolurinae Wagler, 1830 –（和名）オセアニアドラゴン亜科 (ヒゲトカゲ亜科)
  - Amphibolurus –（英名）lashtail dragons –（和名）ムチオドラゴン属 (ヒゲトカゲ属)
  - Chelosania –（英名）ring-tailed dragon
  - Chlamydosaurus –（英名）frilled-neck lizard –（和名）エリマキトカゲ属 –（種）エリマキトカゲのみ。
  - Cryptagama –（英名）gravel dragon –（和名）カクレドラゴン属
  - Ctenophorus –（英名）comb-bearing dragons –（和名）アレノドラゴン属
  - Diporiphora –（英名）two-lined dragons –（和名）スジドラゴン属 (フタスジドラゴン属)
  - Gowidon –（英名）long-snouted lashtail, long-nosed water dragon –（和名）ハシナガドラゴン属
  - Hypsilurus –（英名）rainforest dragons –（和名）ニューギニアモリドラゴン属
  - Intellagama –（英名）Australian water dragons –（和名）オーストラリアウォータードラゴン属 –（備考）インドシナウォータードラゴンは独立属として再分類された。
  - Lophognathus –（英名） –（和名）クチボソドラゴン属
  - Lophosaurus –（英名）forest dragons –（和名）カドバモリドラゴン属 (ミナミモリドラゴン属)
  - Moloch –（英名）thorny devil –（和名）モロクトカゲ属 –（種）モロクトカゲのみ。
  - Physignathus –（英名）Chinese water dragon –（和名）ウォータードラゴン属 –（種）インドシナウォータードラゴンのみ。
  - Pogona –（英名）bearded dragons –（和名）アゴヒゲトカゲ属
  - Rankinia –（英名）heath dragon –（和名）ヒースドラゴン属 –（種）ヒースドラゴンのみ。
  - Tropicagama –（英名）swamplands lashtail, northern water dragon –（和名）ホオスジドラゴン属 –（種）ホオスジドラゴンのみ。
  - Tympanocryptis –（英名）earless dragons –（和名）ホソオドラゴン属 (イヤレスドラゴン属)

#### トビトカゲ亜科
- Subfamilia Draconinae Fitzinger, 1826 –（和名）トビトカゲ亜科

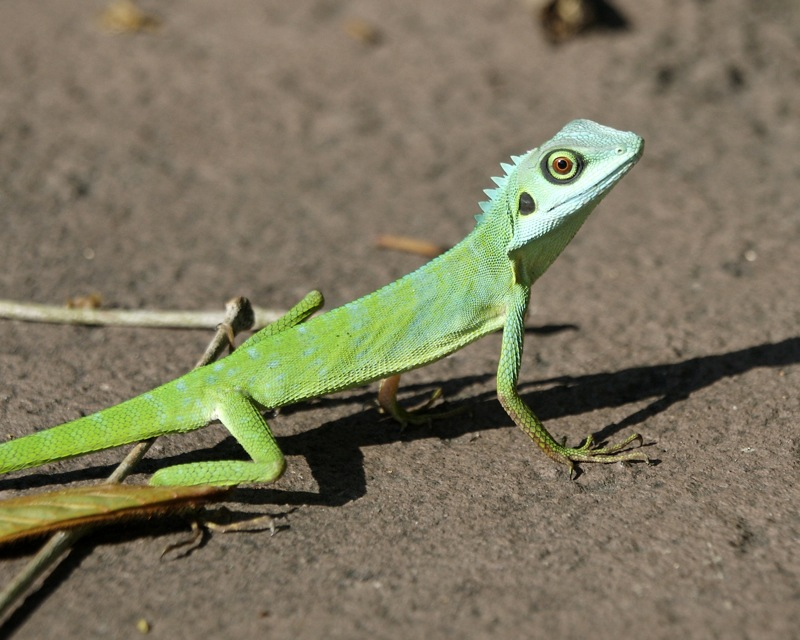
Green Crested Lizard（ホソカロテス属）

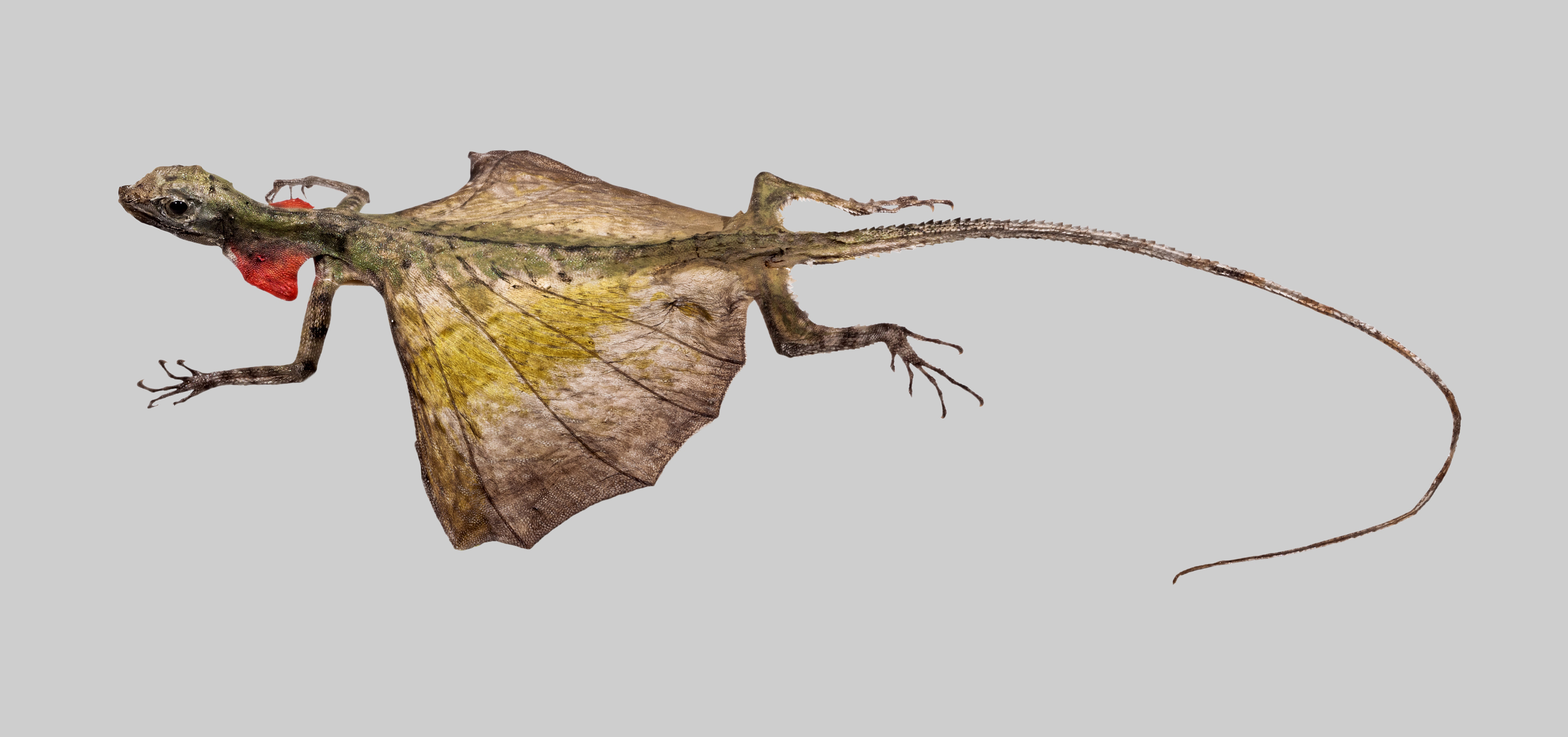
ジャワトビトカゲ（トビトカゲ属）

  - †Tikiguania –（和名）ティキグァニア –（備考）中生代三畳紀カーニアンのゴンドワナ大陸インド亜大陸部に棲息していた[1][2]。2006年出土[1][2]。アガマ科に分類する説を支持する立場では、トビトカゲ亜科に分類する。アガマ科に含まない説では、近縁の未分類属ということになる[5]。
  - Acanthosaura –（英名）mountain horned dragons –（和名）クシトカゲ属
  - Agasthyagama –（和名）インドミミガクレアガマ属
  - Aphaniotis –（和名）キノボリミミナシアガマ属
  - Bronchocela –（和名）ホソカロテス属
  - Calotes –（英名）garden lizards, bloodsuckers, and forest lizards –（和名）カロテス属
  - Ceratophora –（和名）ハナツノトカゲ属
  - Complicitus –（和名）キナバルアガマ属
  - Cophotis –（和名）オマキキノボリアガマ属
  - Coryphophylax –（和名）アンダマンアガマ属
  - Cristidorsa –（和名）ミヤマアガマ属
  - Dendragama –（和名）バリサンアガマ属
  - Diploderma –（和名）キノボリトカゲ属
  - Draco –（英名）'flying' lizards, gliding lizards –（和名）トビトカゲ属
  - Gonocephalus –（和名）モリドラゴン属
  - Harpesaurus –（和名）ケンサキアガマ属
  - Hypsicalotes –（和名）リュウジントカゲ属
  - Japalura –（和名）ヒマラヤキノボリトカゲ属
  - Lophocalotes –（和名）スマトラカロテス属
  - Lyriocephalus –（和名）コブハナアガマ属
  - Malayodracon –（和名）マレーモリドラゴン属
  - Mantheyus –（和名）フクラミアガマ属
  - Microauris –（和名）クチベニカロテス属
  - Monilesaurus –（和名）ネックレスカロテス属
  - Otocryptis –（和名）ミミガクレアガマ属
  - Pelturagonia –（和名）テイボクアガマ属
  - Phoxophrys –（和名）スマトラテイボクアガマ属
  - Psammophilus –（和名）インドイワドラゴン属 (イワバアガマ属)
  - Pseudocalotes –（和名）ニセカロテス属
  - Pseudocophotis –（和名）ニセオマキキノボリアガマ属
  - Ptyctolaemus –（和名）ヒダノドトカゲ属
  - Salea –（和名）タテガミアガマ属
  - Sarada –（英名）large fan-throated lizards –（和名）オオハタノドトカゲ (オオノドトカゲ属)
  - Sitana –（英名）fan-throated lizards –（和名）コガタハタノドトカゲ (ノドトカゲ属)

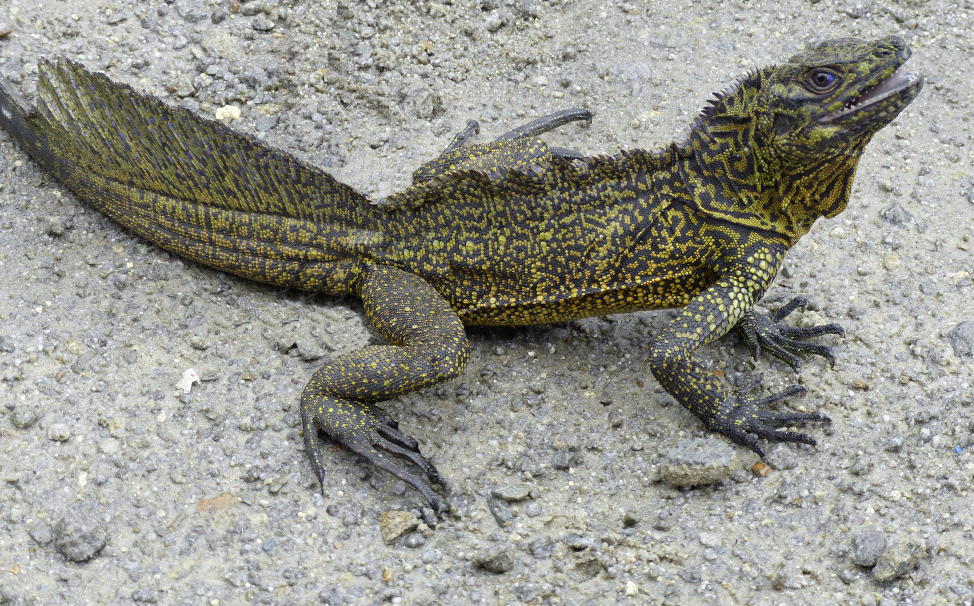
アンボイナホカケトカゲ（ホカケトカゲ属）

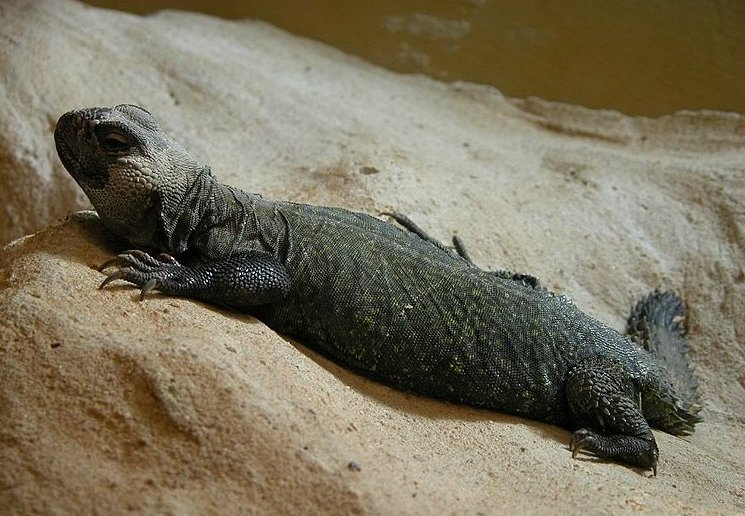
サバクトゲオアガマ（トゲオアガマ属）

#### ホカケトカゲ亜科
- Subfamilia Hydrosaurinae Kaup, 1828 –（和名）ホカケトカゲ亜科
  - Hydrosaurus –（和名）ホカケトカゲ属

#### バタフライアガマ亜科
- Subfamilia Leiolepidinae Fitzinger, 1843 –（和名）バタフライアガマ亜科
  - Leiolepis –（和名）バタフライアガマ属

#### トゲオアガマ亜科
- Subfamilia Uromasticinae Theobald, 1868 –（和名）トゲオアガマ亜科
  - Saara –（和名）ヒガシトゲオアガマ属
  - Uromastyx –（和名）トゲオアガマ属

### 下位分類（2000年代）
2000年代の分類体系では、ほとんどの属をアガマ亜科に属するものとし、トゲオアガマ属とバタフライアガマ属のみをトゲオアガマ亜科に分類していた。

## 保全状況
- “Agamidae” (英語).  IUCN Red List. 2022年10月13日閲覧。 - 国際自然保護連合（IUCN）レッドリスト。

2021年の発表で、近絶滅種 10、絶滅危惧種 25、危急種 26、近危急種 16、低危険種 334、データ不足 56、未評価 107。

## ギャラリー

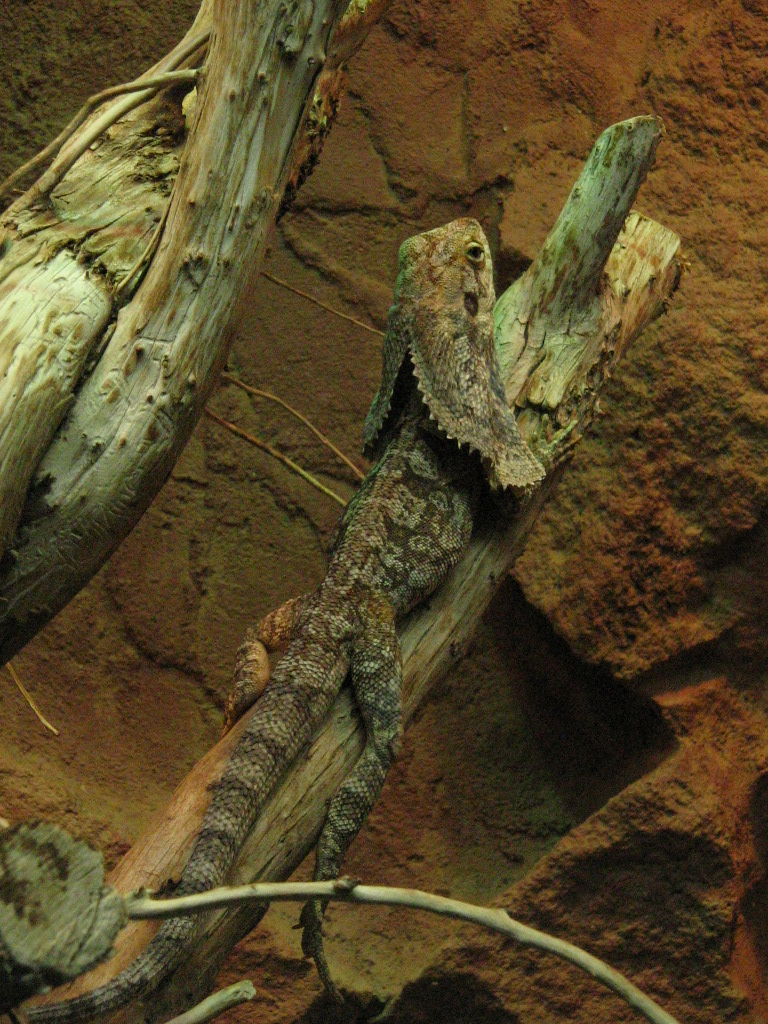
エリマキトカゲ（ヒゲトカゲ亜科エリマキトカゲ属）
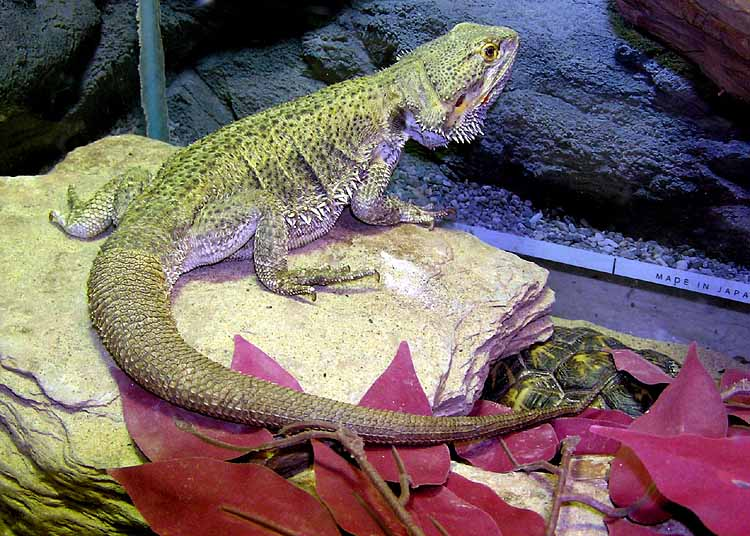
フトアゴヒゲトカゲ（ヒゲトカゲ亜科アゴヒゲトカゲ属）
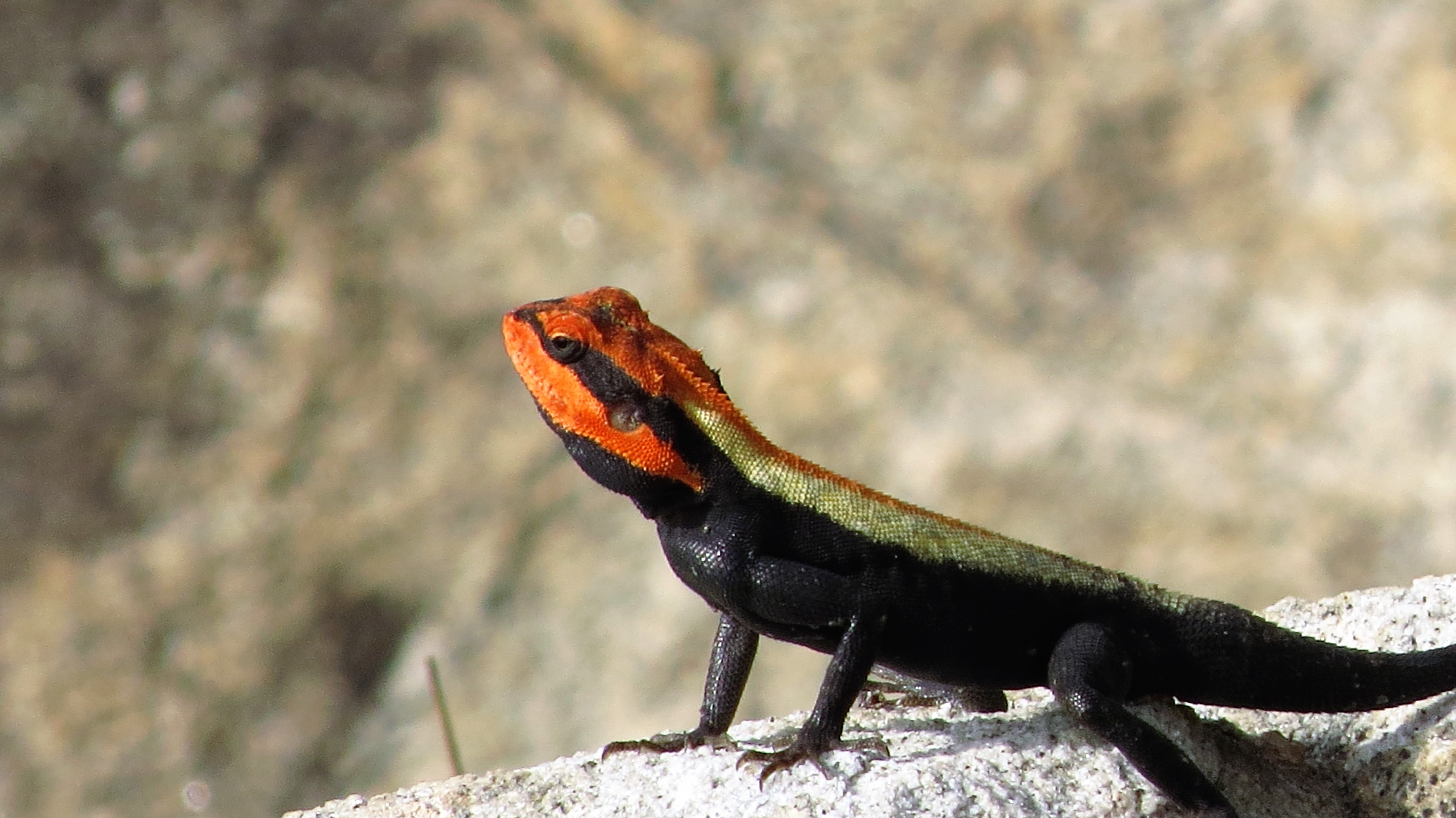
イワバアガマ属（英語版）の1種（トビトカゲ亜科）
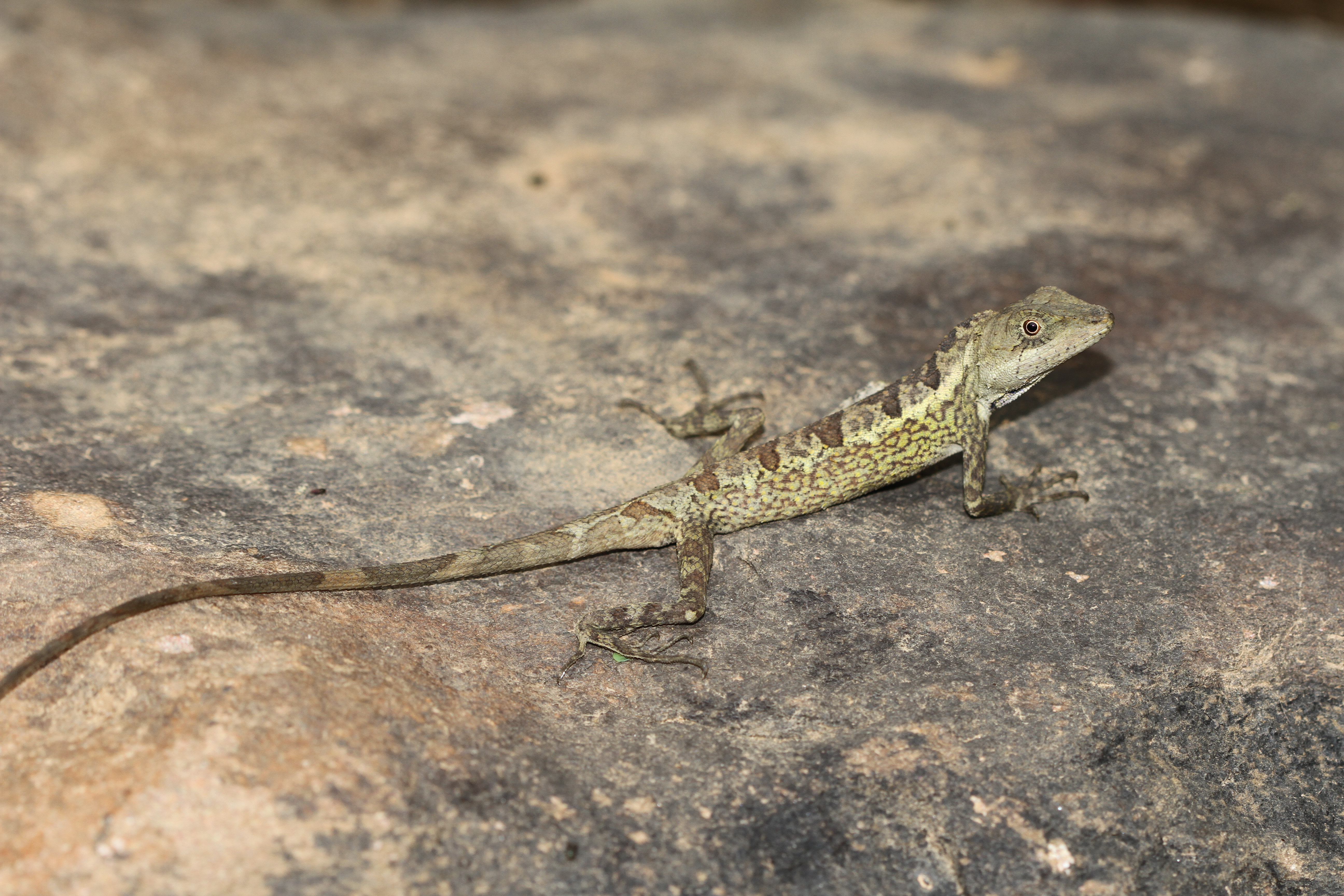
green fan-throated lizard（Ptyctolaemus gularis、トビトカゲ亜科Ptyctolaemus属）
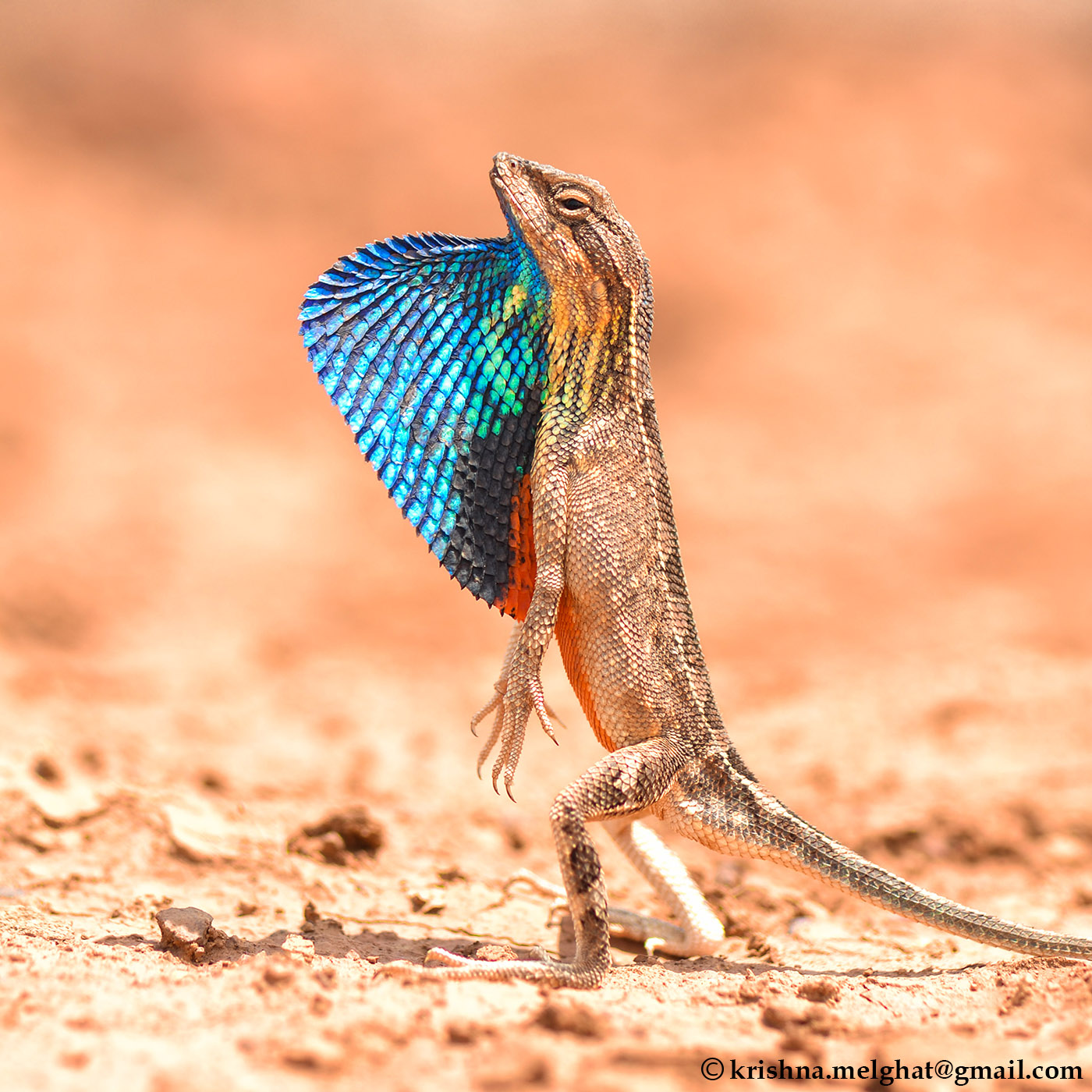
superb large fan-throated lizard（Sarada superba、トビトカゲ亜科Sarada属）

## 記載論文
- Datta, P. M.; Ray, Sanghamitra (24 June 2006). “Earliest Lizard from the Late Triassic (Carnian) of India”. Journal of Vertebrate Paleontology（英語版） (Taylor & Francis) 26 (4):  795-800..  10.1671/0272-4634(2006)26[795:ELFTLT]2.0.CO;2.
  - 記載された属：Tikiguania（ティキグァニア）
  - 記載された種：Tikiguania estesi（ティキグァニア・エステシ）
  - 補足資料：“†Tikiguania Datta and Ray 2006” (英語). Fossilworks.  Macquarie University. 2022年10月13日閲覧。

### データベース
- “Agamidae” (英語). Animal Diversity Web（英語版） (ADW). 2022年10月13日閲覧。
- “Family Agamidae Gray 1827” (英語). Fossilworks.  Macquarie University. 2022年10月13日閲覧。
- “Agamidae” (英語).  Global Biodiversity Information Facility (GBIF). 2022年10月13日閲覧。 - 地球規模生物多様性情報機構 (GBIF)。分布図あり。
- “Agamidae” (英語).  ITIS. 2022年10月13日閲覧。
- “Agamidae” (英語). Mindat.org（英語版）. 2022年10月13日閲覧。 - 鉱物学データベース。
- “Taxon: Family Agamidae” (英語). Taxonomicon（フランス語版）. 2022年10月13日閲覧。
- “Agamidae” (英語). ZooBank（英語版）.  International Commission on Zoological Nomenclature (ICZN). 2022年10月13日閲覧。 - 動物命名法国際審議会 (ICZN) の動物学データベース。